# Associazione Calcio Asti T.S.C. 1986-1987
Questa voce raccoglie le informazioni riguardanti l'Associazione Calcio Asti T.S.C. nelle competizioni ufficiali della stagione 1986-1987.

## Rosa
| N. |                   | Ruolo | Calciatore              |  |
| -- | ----------------- | ----- | ----------------------- |  |
|    | Italia (bandiera) | A     | Gianluca Amelio         |  |
|    | Italia (bandiera) |       | Bisio                   |  |
|    | Italia (bandiera) |       | Borello                 |  |
|    | Italia (bandiera) | D     | Daniele Cacciola        |  |
|    | Italia (bandiera) | C     | Alessandro Castagna     |  |
|    | Italia (bandiera) |       | Dellagaren              |  |
|    | Italia (bandiera) |       | Farello                 |  |
|    | Italia (bandiera) | D     | Giovanni Frenna         |  |
|    | Italia (bandiera) | A     | Sergio Furcas           |  |
|    | Italia (bandiera) | D     | Christian Gasparoni     |  |
|    | Italia (bandiera) |       | Icardi                  |  |
|    | Italia (bandiera) | A     | Massimiliano La Mattina |  |
|    | Italia (bandiera) | D     | Lorenzo Loffredo        |  |
|    | Italia (bandiera) | A     | Domenico Marchese       |  |

| N. |                   | Ruolo | Calciatore       |
| -- | ----------------- | ----- | ---------------- |
|    | Italia (bandiera) | D     | Andrea Massano   |
|    | Italia (bandiera) | C     | Paolo Morcia     |
|    | Italia (bandiera) | C     | Andrea Nigra     |
|    | Italia (bandiera) | A     | Michele Padovano |
|    | Italia (bandiera) |       | Paroldi          |
|    | Italia (bandiera) | D     | Gianluca Pinto   |
|    | Italia (bandiera) | P     | Iliano Riccarand |
|    | Italia (bandiera) | A     | Maurizio Rinino  |
|    | Italia (bandiera) | P     | Diego Rossanino  |
|    | Italia (bandiera) | C     | Antonio Triveri  |
|    | Italia (bandiera) | C     | Andrea Tronzano  |
|    | Italia (bandiera) | C     | Cosimo Vigilante |
|    | Italia (bandiera) | C     | Giorgio Zannino  |